# Peggy McIntosh
Pour les articles homonymes, voir McIntosh.
Margaret McIntosh (née le 7 novembre 1934) est une universitaire américaine. Elle est cofondatrice en 1987 du projet national SEED sur les programmes d'études inclusifs (à la recherche de l'équité et de la diversité en matière d'éducation) à Wellesley Centers for Women, qu'elle co-dirige avec Emily Style jusqu'en 2002. Elle a développé la notion de « privilège blanc ».

## Biographie
McIntosh naît à Brooklyn, New York en 1934, et grandit dans le New Jersey. Elle est élève à la Kent Place School puis de l'école quaker George School (en) en Pennsylvanie, où elle obtient son diplôme de fin d'études secondaires en 1952. Elle poursuit ses études au Radcliffe College où elle obtient un diplôme d'anglais avec mention très bien en 1956. Après avoir passé un an à l'University College de Londres, elle enseigne l'anglais à la Brearley School à New York, puis obtient son master à l'université Harvard en 1961. Elle soutient en 1967 sa thèse de doctorat d'anglais sur Les poèmes d'Emily Dickinson sur la douleur (Emily Dickinson's Poems about Pain) et enseigne l'Anglais au Trinity College de Washington, à l'université de Durham et à l'université de Denver.
McIntosh travaille au Wellesley Centers for Women depuis 1979. En 1986, elle participe à la fondation du National SEED Project on Inclusive Curriculum qu'elle codirige avec Emily Style jusqu'en 2002. McIntosh est chercheuse émérite au Wellesley Centers for Women où elle dirige le programme Gender, Race, and Inclusive Education,.
McIntosh intervient dans le documentaire Mirrors of Privilege: Making Whiteness Visible, réalisé par le World Trust,.

## Le privilège blanc
Peggy McIntosh publie en 1988 White Privilege and Male Privilege: A Personal Account of Coming to See Correspondences Through Work in Women’s Studies dans lequel elle dresse la liste de 46 exemples subjectifs (lui paraissant réels), qu'elle qualifie et affirme relever des « privilèges blancs ».

## Publications
- (en) « White privilege and male privilege: A personal account of coming to see correspondences through work in women’s studies », Working paper, Wellesley College, Wellesley Center for Research on Women, 1988 [lire en ligne].
- (en) « White Privilege : Unpacking the Invisible Knapsack (en) », Multiculturalism,‎ 1992, p. 30-37 (lire en ligne).
- (en) On Privilege, Fraudulence, and Teaching As Learning : Selected Essays 1981--2019, New York, Routledge, 2019, 242 p. (ISBN 0815354118).

## Honneurs et distinctions
- Docteure honoris causa de Augustana  College (1990), College of St. Catherine (1991), Meadville-Lombard Theological School (2012).
- Klingenstein Award for Distinguished Educational Leadership, Université Columbia.